# Елма (Вашингтон)
Елма (енгл. Elma) град је у америчкој савезној држави Вашингтон. По попису становништва из 2010. у њему је живело 3.107 становника.

## Демографија
Према попису становништва из 2010. у граду је живело 3.107 становника, што је 58 (1,9%) становника више него 2000. године.
| Група             | 2000.         | 2010.         |
| Белци             | 2.724 (89,3%) | 2.588 (83,3%) |
| Афроамериканци    | 18 (0,6%)     | 32 (1,0%)     |
| Азијати           | 39 (1,3%)     | 65 (2,1%)     |
| Хиспаноамериканци | 111 (3,6%)    | 205 (6,6%)    |
| Укупно            | 3.049         | 3.107         |